# 奥保夫
奥 保夫（おく やすお、1883年（明治16年）12月5日 - 1948年（昭和23年）10月11日）は、日本の陸軍軍人、華族。最終階級は陸軍少将、功級爵位は功三級伯爵。

## 経歴
1883年（明治16年）に奥保鞏の長男として東京府で生まれた。陸軍士官学校第17期、陸軍大学校第30期卒業。1930年（昭和5年）3月6日に陸軍戸山学校教育部長に就任し、8月1日に陸軍歩兵大佐に進級。同年8月15日に伯爵を襲爵した。1932年（昭和7年）8月に近衛歩兵第3連隊長に転じた。
1935年（昭和10年）3月15日に陸軍少将に進級し、歩兵第27旅団長に着任。1936年（昭和11年）8月1日に待命、8月28日に予備役に編入された。1937年（昭和12年）9月30日に召集され歩兵第128旅団長（第10軍・第114師団）に就任し、日中戦争に出動。杭州湾に上陸し、南京攻略戦では雨花台、中華門への突撃を敢行し武功をあげた。その後第2軍隷下に編入され、徐州会戦に出撃した。1939年（昭和14年）3月9日に召集解除となった。
1947年（昭和22年）11月28日、公職追放仮指定を受けた。

## 栄典
勲章等
- 1940年（昭和15年）8月15日 - 紀元二千六百年祝典記念章[5]

## 親族
- 父：奥保鞏 - 元帥陸軍大将[2]
- 母：茂（シゲ） - 原兵之丞長女[2]
- 夫人：義子（トモコ） - 甘露寺義長長女（1889年5月14日 - 1949年4月30日）[2]
- 長男：保城 - 陸軍騎兵少尉（1908年12月5日 - 1980年1月13日）[2]
  - 夫人：ヨシ子 - 飯田貞固二女（1950年9月25日離縁）[2]
  - 夫人：道子 - 御手洗良亮二女[2]
- 長女：利子 - 生駒重幸夫人[2]
- 二男：保英[2]
  - 夫人：忠子 - 西義一三女[2]
- 二女：澄子 - 末松茂久夫人[2]